# Parahoxozoa
A Parahoxozoa (más írásmóddal ParaHoxozoa) állatklád, mely a kétoldali szimmetriájú állatok (Bilateria), a korongállatkák (Placozoa) és a csalánozók (Cnidaria) kládjaiból áll.

## Filogenetika
A klád kapcsolata a bordásmedúzák (Ctenophora) és szivacsok (Porifera) kládjaival nem ismert. Egyes filogenomikai tanulmányok szerint a Ctenophora a Parahoxozoa testvércsoportja, a Porifera pedig a többi állaté. Más tanulmányok szerint a Porifera a Parahoxozoa testvércsoportja, és a Ctenophora a többi állaté.
Az alábbi fa, mely a legtöbb filogenomikai tanulmánynak megfelel, ezt a bizonytalanságot politómiával szemlélteti.
|            | Placozoa                                               |
|            |                                                        |
| Planulozoa | \| \| Cnidaria \| \| \| \| \| \| Bilateria \| \| \| \| |
|            | \| \| Cnidaria \| \| \| \| \| \| Bilateria \| \| \| \| |
|            | Cnidaria                                               |
|            |                                                        |
|            | Bilateria                                              |
|            |                                                        |

|  | Cnidaria  |
|  |           |
|  | Bilateria |
|  |           |

|            | Placozoa                                               |
|            |                                                        |
| Planulozoa | \| \| Cnidaria \| \| \| \| \| \| Bilateria \| \| \| \| |
|            | \| \| Cnidaria \| \| \| \| \| \| Bilateria \| \| \| \| |
|            | Cnidaria                                               |
|            |                                                        |
|            | Bilateria                                              |
|            |                                                        |

|  | Cnidaria  |
|  |           |
|  | Bilateria |
|  |           |

|            | Placozoa                                               |
|            |                                                        |
| Planulozoa | \| \| Cnidaria \| \| \| \| \| \| Bilateria \| \| \| \| |
|            | \| \| Cnidaria \| \| \| \| \| \| Bilateria \| \| \| \| |
|            | Cnidaria                                               |
|            |                                                        |
|            | Bilateria                                              |
|            |                                                        |

|  | Cnidaria  |
|  |           |
|  | Bilateria |
|  |           |

|            | Placozoa                                               |
|            |                                                        |
| Planulozoa | \| \| Cnidaria \| \| \| \| \| \| Bilateria \| \| \| \| |
|            | \| \| Cnidaria \| \| \| \| \| \| Bilateria \| \| \| \| |
|            | Cnidaria                                               |
|            |                                                        |
|            | Bilateria                                              |
|            |                                                        |

|  | Cnidaria  |
|  |           |
|  | Bilateria |
|  |           |

## ParaHoxozoa vagy Parahoxozoa
Bár a „ParaHox” géneket általában két nagybetűvel írják, és a kládról szóló első tanulmány „ParaHoxozoa” néven nevezte a kládot, az egy nagy kezdőbetűs „Parahoxozoa” gyakoribb lett a szakirodalomban, mivel a több nagybetű nem szabványos a taxonómiai nevezéktanban.

## Jellemzők
A Parahoxozoát néhány gén(al)osztály (például HNF, CUT, PROS, ZF, CERS, K50, S50-PRD) és a Hox/ParaHox-ANTP jelenlétével jellemezték, ez utóbbiból ered a klád neve. Később úgy gondolták, majd vitatták, hogy egy, a Hox/ParaHox osztállyal azonos osztályú (ANTP) gén, valamint az NK és a Cdx Parahox gének megtalálhatók a Poriferában, vagyis a szivacsokban. Függetlenül attól, hogy a ParaHox gént tényleg azonosították-e, az eredeti módon definiált Parahoxozoa monofiletikus, és változatlanul az eredeti definíciót használják.

## Planula-Acoela-, három csíralemez és Bilateria-hasonlóságok
Az első kétoldali szimmetriájú állatok feltehetően egy testnyílású fenéklakó férgek voltak. A teljes testen végigvonuló bél valószínűleg a Ctenophorával egy időben jelent meg. A teljes emésztőrendszer egy nyílás sarkaiból fejlődhetett ki a szélek egyesülésével. Például az Acoela hasonlít néhány csalánozó planula lárváira, melyek kétoldali szimmetriájúak. Ezek féregformájúak, hasonlóan a Buddenbrockia plumatellae fajhoz. A Placozoa hasonlít a planulákhoz. Általában a Planulozoa nem tartalmazza a Placozoát, de ez nem szükségszerű. Ez esetben a Parahoxozoa szinonimája. A három csíralemezesség a Cnidaria–Bilateria különválás előtt fejlődött ki.

## Fordítás
Ez a szócikk részben vagy egészben  a   ParaHoxozoa című angol Wikipédia-szócikk ezen változatának fordításán alapul.  Az eredeti cikk szerkesztőit annak laptörténete sorolja fel. Ez a jelzés csupán a megfogalmazás eredetét és a szerzői jogokat jelzi, nem szolgál a cikkben szereplő információk forrásmegjelöléseként.